# Карповка (Орловская область)
Карповка — деревня в Верховском районе Орловской области. Входит в состав Галичинского сельского поселения.

## География
Карповка находится в северо-восточной части области на Среднерусской возвышенности.
Часовой пояс
Деревня Карповка, как и вся Орловская область, находится в часовой зоне МСК (московское время). Смещение применяемого времени относительно UTC составляет +3:00.

## Население
| 2002 | 2010 |
| ---- | ---- |
| 215  | ↘193 |

Национальный состав
Согласно результатам переписи 2002 года, в национальной структуре населения русские составляли 92 % от общей численности населения в 215 жителей.

## Известные уроженцы
- Евтеев, Михаил Иванович (1920—1971) — советский военный деятель, полковник, Герой Советского Союза.